# IROC XXII

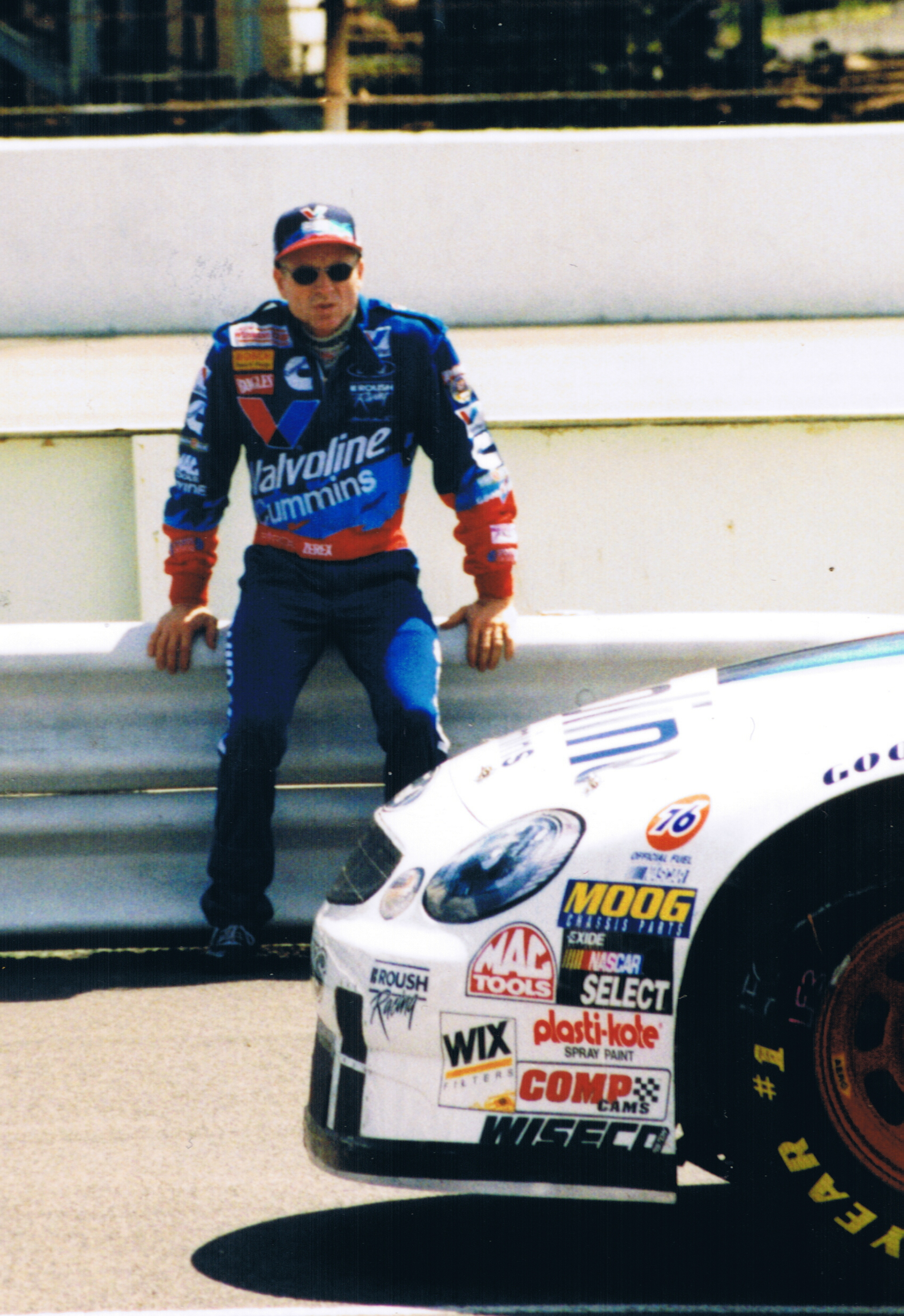
Mark Martin, Pocono Raceway, 1998.

La 22e édition de l'International Race of Champions, disputée en 1998, a été remportée par l'Américain Mark Martin. Tous les pilotes conduisaient des Pontiac Trans Am.

## Courses de l'IROC XXII
| Date            | Lieu         | Vainqueur   | Nationalité | Championnat d'origine |
| 13 février 1998 | Daytona      | Jeff Gordon | États-Unis  | Winston Cup (NASCAR)  |
| 2 mai 1998      | Fontana      | Mark Martin | États-Unis  | Winston Cup (NASCAR)  |
| 13 juin 1998    | Michigan     | Jeff Burton | États-Unis  | Winston Cup (NASCAR)  |
| 31 juillet 1998 | Indianapolis | Mark Martin | États-Unis  | Winston Cup (NASCAR)  |

## Classement des pilotes
| Classement | Pilote         | Pays       | Championnat           | Points |
| ---------- | -------------- | ---------- | --------------------- | ------ |
| 1er        | Mark Martin    | États-Unis | Winston Cup (NASCAR)  | 86     |
| 2e         | Jeff Burton    | États-Unis | Winston Cup (NASCAR)  | 57     |
| 3e         | Jeff Gordon    | États-Unis | Winston Cup (NASCAR)  | 51     |
| 4e         | Al Unser Jr.   | États-Unis | CART                  | 46     |
| 5e         | Terry Labonte  | États-Unis | Winston Cup (NASCAR)  | 39     |
| 6e         | Tony Stewart   | États-Unis | Indy Racing League    | 37     |
| 7e         | Dale Earnhardt | États-Unis | Winston Cup (NASCAR)  | 36     |
| 8e         | Jimmy Vasser   | États-Unis | CART                  | 34     |
| 9e         | Randy LaJoie   | États-Unis | Busch Series (NASCAR) | 31     |
| 10e        | Dale Jarrett   | États-Unis | Winston Cup (NASCAR)  | 29     |
| 11e        | Tom Kendall    | États-Unis | Trans-Am (SCCA)       | 18     |
| 12e        | Arie Luyendyk  | Pays-Bas   | Indy Racing League    | 26     |